# ELISA

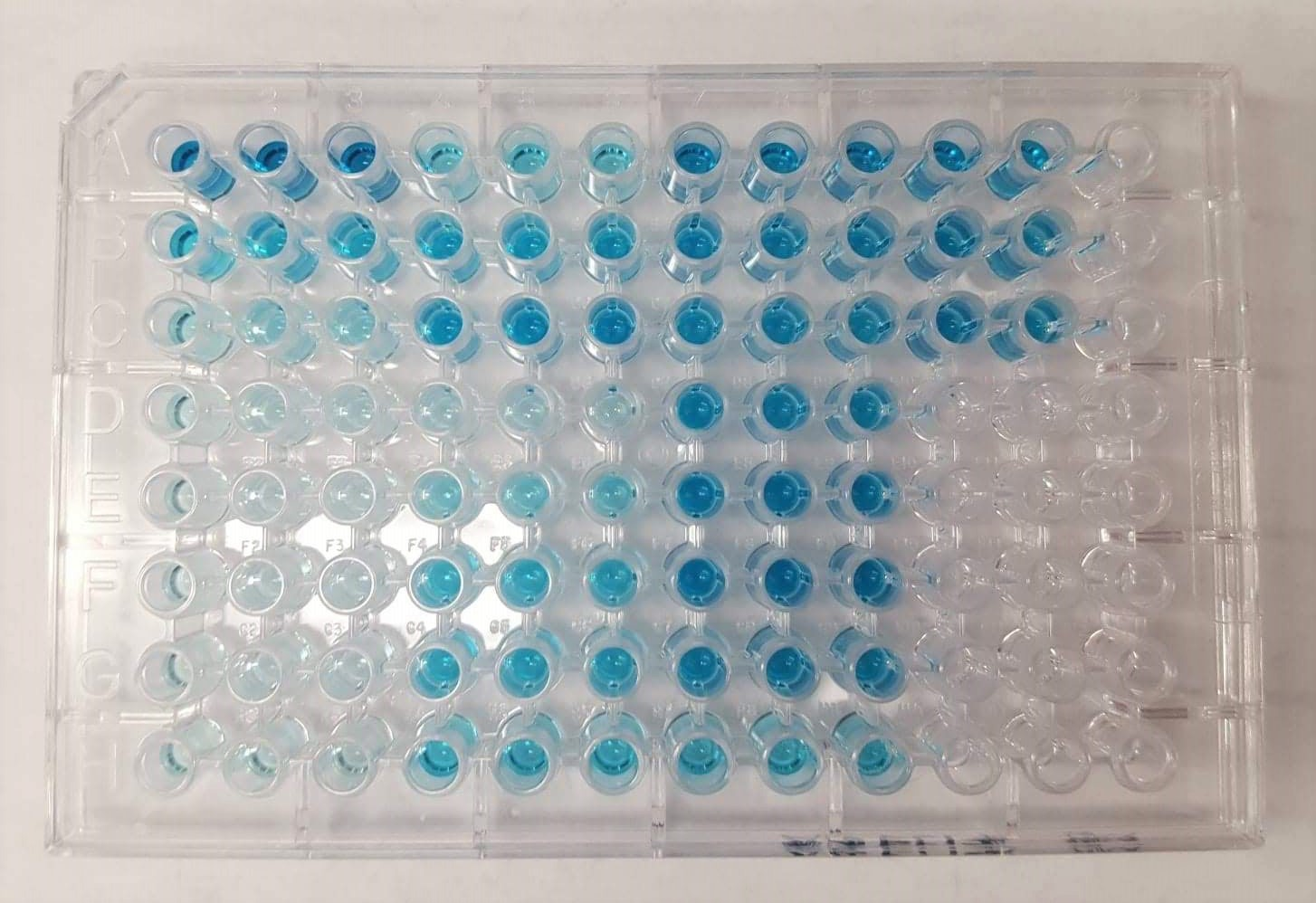
Een ELISA-plaat, ontwikkeld met een blauw substraat. Hoe donkerder de kleur, hoe hoger de eiwitconcentratie

ELISA is een laboratoriumtest voor het meten van macromoleculaire stoffen. De naam is een afkorting van enzyme-linked immunosorbent assay. Het is een van de bekendste en meest gangbare analytische technieken in de moleculaire biologie, immunologie en laboratoriumwetenschappen. Het speelt ook een belangrijke rol in de diagnostiek van bloedmonsters. Met behulp van de ELISA kunnen onderzoekers heel precies de concentratie van een gewenste stof, meestal een eiwit, kwantificeren.
ELISA is een immunochemische assay. Alle immunochemische bepalingen zijn gebaseerd op hetzelfde principe, de specifieke binding tussen antigeen en antistof. Door het aantonen daarvan in het bloed, serum of andere lichaamsvloeistof van een mens of een dier is het mogelijk bij te dragen aan de diagnose van een infectieziekte of een auto-immuunziekte.
De ELISA wordt uitgevoerd via een vast aantal stappen. Eerst worden de antigenen van het te testen monster gehecht aan een oppervlak, meestal in een microtiterplaat (96-welplaat). Vervolgens wordt een antilichaam toegevoegd, dat zich specifiek bindt aan het antigeen van interesse. Dit antilichaam wordt gekoppeld aan een enzym. Nadat alle ongebonden antilichamen zijn verwijderd, wordt een substraat toegevoegd. Als er sprake is van binding, produceert de enzymatische reactie een detecteerbaar signaal, meestal een kleurverandering.

## Detectie
Het opsporen gebeurt door binding van de eiwitten met antilichamen die gelabeld zijn. Dit wil zeggen dat ze chemisch gekoppeld worden aan een enzym zoals peroxidase dat via een of meer tussenstappen een kleurstof doet ontstaan. Hoe meer van de te detecteren stof aanwezig was, hoe meer enzymwerking gebonden wordt en hoe meer kleurstof er uiteindelijk ontstaat.

## Protocol
1. Het monster wordt opgebracht op een onderlaag (plastic plaatje dat eiwitten adsorbeert)
2. Er wordt geblokkeerd met eiwit (BSA) om niet-specifieke binding van de antilichamen tegen te gaan.Het aanbrengen van serum op een microtiterplaat voor een ELISA

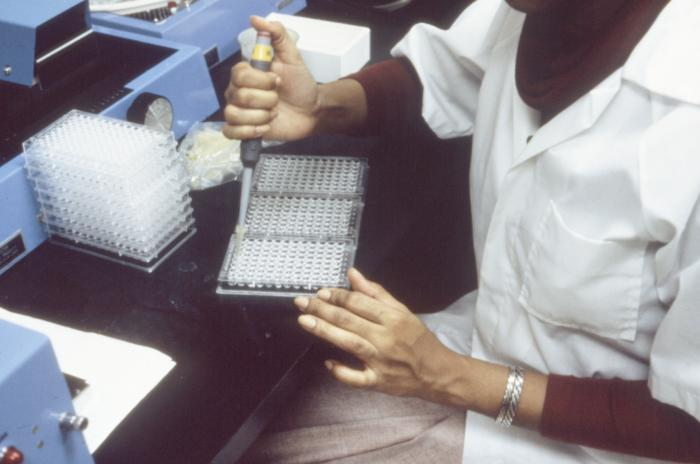
Het aanbrengen van serum op een microtiterplaat voor een ELISA

3. Spoel de plaat met bufferoplossing vrij van ongebonden monster
4. Voeg het antilichaam toe
5. Spoel de ongebonden antilichamen weg
6. Als er twee antilichamen gebruikt worden:
  1. Spoel met BSA (of koemelk) zodat aspecifieke bindingen van het tweede antilichaam veel minder waarschijnlijk worden
  2. Voeg het tweede antilichaam toe.
  3. Spoel de plaat, zodat niet-gebonden antistoffen verdwijnen
7. Voeg een chemische stof (TMB) toe die met het gebonden enzym reageert tot een meetbaar reactieproduct, bijvoorbeeld een kleurstof.
8. Meet de concentratie van het reactieproduct; deze is dan een maat voor de hoeveelheid aanwezige eiwitten.

## Varianten
Er kan ook gebruikgemaakt worden van twee verschillende antilichamen (secundaire detectie):
1. Sandwich ELISA: Een ongemerkt antilichaam wordt voor de stof die gemeten wil worden gepipetteerd in de welletjes.
2. Indirecte ELISA: Een gelabeld antilichaam tegen het constante gedeelte het eerste antilichaam. ("Constant" slaat hier op een gedeelte van de "zware keten" die elk antilichaam van dat type (bijvoorbeeld IgG) gemeen heeft).

Het eerste antilichaam kan bijvoorbeeld afkomstig zijn van een konijn waarbij een immuunreactie is opgewekt tegen de gezochte stof (door boostervaccinatie met die stof). Het tweede antilichaam is afkomstig van een ander dier (bijvoorbeeld een ezel). Het gebruik van meerdere antilichamen levert aanzienlijke voordelen op:
- Signaalversterking: per eerste antilichaam kunnen meerdere tweede antilichamen binden.
- Schaalvergroting: het tweede antilichaam hoeft alleen maar specifiek tegen de donor van het eerste te zijn, niet zozeer tegen een bepaalde stof, waardoor productie veel grootschaliger en goedkoper kan.

## IJking
Om de hoeveelheid te bepalen worden van tevoren verdunningen met bekende concentraties van de te meten stof gemaakt en tevens verdunningen van het monster. Omdat de hoeveelheid signaal evenredig is met de hoeveelheid enzym, kan bepaald worden wat de concentratie in het monster is. Een voorbeeld is de dopingtest: door concentraties te meten en te vergelijken met de toegestane (van nature aanwezige) concentraties, wordt een atleet gecontroleerd op doping.

## Bepaling
Als de plaat gekleurd is, is de plaat klaar om gelezen te worden. Dit gebeurt met een ELISA reader op basis van een spectrofotometrische bepaling. Bij deze bepaling wordt gebruikgemaakt van twee golflengten zodat de bepaling nauwkeuriger is. Bij een hogere golflengte hebben sterke kleuringen namelijk geen invloed. Er bestaat ook een PCR-ELISA-test.